# Got gebe ir iemer guoten tac
Got gebe ir iemer guoten tac („Gott gebe ihr immer guten Tag“ im Sinne etwa von „Gott schenke ihr immerfort gute Zeit“) ist ein Lied von Walther von der Vogelweide. Es wird in die literarische Gattung des erweiterten Wechsels eingeordnet. Ein Mann und eine Frau äußern monologisch den Wunsch, mit dem anderen zusammen zu sein. Aufgrund allgemeiner Freudlosigkeit in der Gesellschaft ist es ihnen jedoch nicht möglich, das empfundene Glück offen zu zeigen. Dieses Lied wurde in vielerlei Hinsicht auf die richtige Strophenfolge und die korrekte Zuordnung von Männer- und Frauenstrophen untersucht. Nach wie vor gibt es jedoch keine allgemeingültige Meinung diesbezüglich.

## Inhaltsangabe
Bei der Reihenfolge der Strophen und der Zuordnung als Männer- oder Frauenstrophe wird hier die von Günther Schweikle gewählte Strophenfolge zugrunde gelegt.

### Strophe 1 (L 119,17/C 422/E 125)
In dieser Strophe äußert das männliche Ich den Wunsch, dass es der Frau, die er liebe und nicht für sich gewinnen könne, immer gut geht (Vv. 1–3). Er beklagt es, nicht genau zu wissen, was die Frau für ihn empfinde. Während er sie einerseits sagen höre, wie zugetan sie ihm sei, müsse er andererseits Dinge vernehmen, die ihm Kummer bereiten (ander maere) (Vv. 3–6). Seine Gefühle bezeichnet er im Anschluss als sueze arebeit und senfte unsenftekeit (V. 6 f.).

### Strophe 2 (L 119,35/C 423/E 126)
Hier äußert sich die Dame und berichtet darüber, dass sie gern öfter froh wäre, dafür jedoch keinen Gefährten habe (V. 1 f.). Sie verweist auf die allgemeine Freudlosigkeit in der Gesellschaft und erklärt, dass sie ihre Freude nicht, entgegen dieser, zeigen könne (V. 3 f.). Würde sie nicht auf ihre Freude verzichten, so müsste sie ir vinger zeigen liden (V. 5 f.). Sie sichere sich aber die Gunst der Gesellschaft, indem sie nur noch dort lache, wo keiner sie sehe (V. 7–9).

### Strophe 3 (L 119,26/C 424/E 127)
Auch hier handelt es sich um eine Frauenstrophe. Das weibliche Ich macht deutlich, dass sie mit sorgen minnen sol (V. 2), und erkennt dennoch, dass Gott es gut mit ihr gemeint habe, denn sie habe sich dessen angenommen, über den alle etwas Gutes sagen (V. 1–4). Sie erzählt, sie habe ihn in aller Eile geküsst und umarmt (V. 5–6), und dass sie sich ihm hingeben würde, sobald sie nur die Gelegenheit dazu hätte (V. 7–9).

### Strophe 4 (L 120,7/C 425/E 128)
Er sagt, dass es ihn innerlich schmerze, wenn er daran zurück denke, wie die Leute sich früher verhielten (V. 1–3). Er könne nicht vergessen, wie froh die Leute damals gewesen seien (V. 4 f.). Damals habe ein glücklicher Mann sich auch so verhalten können (V. 6). Er betont, dass wenn dies nie mehr geschehen sollte, er traurig sei, es je erlebt zu haben.

## Überlieferung
Das Lied ist in identischer Strophenfolge und fast gleichem Wortlaut in der Großen Heidelberger Liederhandschrift (Codex Manesse/Handschrift C) und der Würzburger Liederhandschrift (Handschrift E) überliefert. Die Reihenfolge lautete C 422-425 sowie E 125–128. Eine Kennzeichnung von Frauen- und Männerstrophen ist in den Handschriften nicht gegeben. Die Strophenfolge wurde jedoch vielfach diskutiert, so dass nicht zweifelsfrei gesagt werden kann, inwiefern die überlieferte Reihenfolge korrekt ist.

## Analyse der Form
Vier „neunzeilige Stollenstrophen aus relativ freien Vieraktern und freier Auftaktgestaltung“ machen die Form dieses Liedes aus. Zwischen den jeweils 7 Versen einer Strophe ist ein Kornreim (sit: nit: lit : zit) vorhanden. Zusätzlich finden sich Reimresponsionen in Strophe 1 und 4 (gesehen:jehen und geschehen:gesehen, sowie tac:mac und pflac:mac) und Strophe 2 und 3 (han:lan und getan:han). Weiterhin gibt es Wortwiederholungen in den Strophen 1 und 3, die beide mit got beginnen, und Strophen 1, 3 und 4, die „an metrisch gleicher Stelle in der drittletzten Zeile das Wort herze“ aufweisen.
Alle vier Strophen stellen Monologe, voneinander unabhängige Äußerungen über die Liebe zu dem Partner und den Gesellschaftszustand dar. Das Lied kann dementsprechend als traditioneller Wechsel, in dem die Liebenden getrennt voneinander ihre Gefühle offenbaren, bezeichnet werden.

## Die Interpretation aufgrund unterschiedlicher Strophenfolgen

### Allgemein
Bezüglich des Inhalts gibt es viele Ansätze der Deutung. Dies hängt überwiegend davon ab, welche Strophenreihenfolge als richtig angesehen wird. Während beide Handschriften die gleiche Strophenfolge überliefern, hat bereits Karl Lachmann 1853 die Richtigkeit dieser Strophenfolge angezweifelt. Ihm folgten weitere Forscher, wie Wilhelm Wilmanns und Victor Michels, Hennig Brinkmann, Friedrich Maurer, Carl von Kraus, Hans Günther Meyer, Horst Brunner und Jens Köhler, die sich mit der Strophenfolge dieses Wechsels beschäftigt haben. Auch die Zuordnung der Strophen als Männer- oder Frauenstrophe sowie das Verständnis der vier Strophen als ein oder zwei Lieder wurden häufig diskutiert.
Im Folgenden werden die einzelnen Interpretationsansätze in chronologischer Reihenfolge dargestellt. Um eine Verbindung zwischen den einzelnen Positionen zu schaffen, wird insbesondere der Inhalt des ander maere, der bei nahezu allen Forschern variiert, wiedergegeben.

### Karl Lachmann
Karl Lachmann nahm 1853 eine Änderung an der überlieferten Strophenfolge vor, indem er die beiden mittleren Strophen vertauschte. Seine Reihenfolge lautete demnach C422-C424 und C423-C425. Damit fasste er gleichzeitig die beiden Gesellschafts- und Liebesstrophen zu zwei selbständigen Liedern zusammen.
Lachmann geht nicht explizit darauf ein, was er als Inhalt des ander maere versteht, da jedoch die Lieder getrennt sind, ist zu vermuten, dass der Inhalt des Kummers des Mannes von der zweiten Strophe dargestellt wird und somit darin besteht, dass sie ihn liebt, jedoch keine Gelegenheit hat, sich ihm hinzugeben.
Gegen eine solche Trennung der Strophen äußerte sich jedoch Horst Brunner, indem er darlegte, dass, da alle Strophen die gleiche Form hätten, sie vermutlich auch auf die gleiche Melodie gesungen wurden. Weiterhin sei eine enge Verbundenheit der Strophen vorhanden, sowohl durch die Kornreime im drittletzten Vers jeder Strophe als auch durch die Wortwiederholungen in Strophe 1 und 2 (got) sowie 1, 2 und 4 (herze) und durch die Reimresponsionen in Strophe 1 und 4 sowie 2 und 3.

### Wilhelm Wilmanns und Victor Michels
Auch Wilmanns/Michels sind von der Einheit der Strophen überzeugt. Sie schreiben: „Obgleich die vier Strophen [...] durch ihren Inhalt nicht zusammenhängen, so zeigen doch die Körner [...] und wohl auch die Responsionsreime [...], dass die für den fortlaufenden Vortrag bestimmt waren …“ Sie legen die Reihenfolge C422-C424-C423-C425 zugrunde und begründen dies damit, dass es Walthers „Dichtung als Gesellschaftspoesie“ entspräche, dass er sich erst einmal mit der Minnesituation der Liebenden auseinandersetze und dann „zur Betrachtung der Lebensstellung übergeh[e]“.
Setzt man diese Strophenfolge voraus, so wird es möglich, das Lied wie Wilmanns/Michels zu interpretieren. Sie gehen davon aus, dass in der ersten Strophe dem „Manne eine offene Liebeserklärung zuteil geworden sei, zugleich aber eine Kunde, die ihn bekümmert“ diese Kunde, das ander maere, sei laut Wilmanns/Michels, dass sie ihn liebe, jedoch nicht gewähren könne. In der zweiten Strophe bestätigt die Frau laut Wilmanns/Michels ebendies, dass sie sich ihm widerstandslos hingeben würde und nur äußere Hindernisse sie davon abhielten.

### Hennig Brinkmann
Auch Hennig Brinkmann veränderte die überlieferte Reihenfolge der Strophen dieses von ihm unter dem Namen „Minne im Wandel der Zeit“ veröffentlichten Minneliedes und wählte die Reihenfolge C424 C422 C423 C425. Damit ist er der Einzige, der mit der Liebesstrophe der Frau einsetzt. Weiterhin wechseln sich Mannes- und Frauenstrophen regelmäßig ab, und die beiden Liebes- und Gesellschaftsstrophen werden zusammengefasst. Brinkmann erklärt jedoch nicht, welche Interpretation ihn dazu bewog, diese Strophenfolge zu wählen.

### Friedrich Maurer
Ähnlich verhält sich dies bei Friedrich Maurer, der das Lied unter der Überschrift „Klage und Trost“, in der Reihenfolge C422 C423 C425 C424, veröffentlichte.
Brunner ist der Meinung, dass für Maurer der Inhalt des ander maere die „Klage der Dame sie dürfe ihre Freude nicht zeigen“ sein müsse und dementsprechend die Reihung der Strophen zu der von ihm gewählten Überschrift passend sei.

### Carl von Kraus
Auch Carl von Kraus ging von der gleichen Strophenfolge wie Willmanns/Michels aus. In seiner Fassung versuchte er jedoch die Einheit des Liedes zu beweisen, indem er sich damit auseinandersetzte, was der Inhalt des andern maeres sein könnte. Seiner Ansicht nach könne dies nur deutlich werden, wenn neben L 119,26 – L 119,34 (C 424) auch L 119,35 – L 120,6 (C 423) als Frauenstrophe verstanden würden.
Den Inhalt dessen, was der Mann die Frau horte jehen, nämlich wie holt si ihm entriuwen waere, stelle die erste Frauenstrophe dar. Diese mache also deutlich, dass sie minne empfinde, dass sie ihn bereits geküsst und umarmt habe und dass sie sich ihm ganz hingeben würde, hätte sie nur die Gelegenheit dazu. Die zweite Frauenstrophe hingegen „stellt den Inhalt des andern maeres dar, wegen dessen sein herze inneclichen kumber lidet iemer sit: sie wäre zur fröide gerne bereit, aber sie hat keinen gesellen, weil sie bei der allgemeinen Freudlosigkeit der Umgebung fürchten müsste, deren hulde zu verlieren und verspottet zu werden.“ Der Inhalt des anderen maeres ist somit nach v. Kraus die Angst der Frau vor gesellschaftlichem Ausschluss oder Spott, wenn sie ihre Freude preisgebe oder mit jemandem teile. Deswegen, so v. Kraus, könne sie ihn nicht sehen und ihre Freude auch mit ihm nicht teilen. Das sieht v. Kraus als Grund dafür, weshalb er in der ersten Strophe sage Got….laze mich si noch gesehen, die ich minne und nicht erwerben mac und sie in ihrer ersten Strophe sit ich mit sorgen minnen sol und in ihrer zweiten Strophe daz ich niht gesellen han, erwähne. Im Gegensatz zu Lachmann und Willmanns/Michels versteht er die dritte und nicht die zweite Strophe als Inhalt des andern maeres. In der vierten Strophe ergreift laut v. Kraus Walther selbst, den v. Kraus mit dem männlichen Sprecher gleichsetzt, das Wort und stellt die freudlose Gegenwart der frohen Vergangenheit gegenüber.
So knüpfe diese Strophe, laut v. Kraus, deutlich an die erste an, indem das inneclichen kumber liden aus dem Ende der ersten Strophe mit dem Ez tout mir inneclichen we in der vierten Strophe wieder aufgegriffen werde. Auch erkennt v. Kraus eine Verbindung zwischen seinen und ihren Strophen, da beide Sprecher mit got einsetzen. Weiterhin sind auch für v. Kraus die Kornreime sowie die Responsionsreime ein eindeutiges Zeichen dafür, dass die vier Strophen zusammengehören und ein Lied darstellen. In Bezug auf Lachmann verlangt v. Kraus also eine Kennzeichnung der 3. Strophe als Frauenstrophe und die „Verbindung aller vier Strophen zu einem Ganzen“.
Brunner hingegen unterstellt v. Kraus, dass der Inhalt, den er dem andern maere zuweist, nämlich, dass „…sie ihn aufgrund der allgemeinen Freudlosigkeit in der Umgebung nicht erhören kann, ja nicht einmal sehen darf“, auf einer zweifelhaften Übersetzung beruhe. Während v. Kraus den Anfang der ersten Strophe mit „Gott lasse sie mich noch einmal – wenigstens - sehen, die ich [...] nicht in der Lage bin – aufgrund äußerer Umstände – zu gewinnen“ wiedergibt, bevorzugt Brunner die Übersetzung dieser Textstelle mit: „Gott schenke ihr stets gute Tage und lasse sie mich noch (oft) - oder auch: noch heute – sehen [...].“ Dementsprechend verweist Brunner darauf, dass aus dem Text nicht zwingend hervorgehe, dass der Mann die Dame nicht sehen könne, sondern dass er sich lediglich wünsche sie zu sehen. Auch die nächste Textstelle, sit ich mit sorgen minnen sol, die v. Kraus als Beleg dafür anführte, dass die Dame sich über ihre Situation beklagt, bezeichnet Brunner lediglich als eine Feststellung der Dame darüber, dass sie nun einmal heimlich Liebe treibe und froh sei, dass Gott ihr einen allgemein angesehenen Liebhaber gegeben habe. Und auch die dritte Textstelle, die v. Kraus anführte, nämlich daz ich niht gesellen han, übersetzt Brunner nicht mit „Ich wäre gerne fröhlich, aber ich habe keinen Freund“, sondern mit „Ich wäre gern oft fröhlich, leider habe ich in meiner Umgebung niemanden, der mithält.“ Somit kritisiert Brunner, dass laut v. Kraus der Inhalt des ander maere die allgemeine Freudlosigkeit in der Umgebung sein soll und daraus resultierend eine Situation konstruiert wird, in der die beiden nicht zusammenkommen könnten. Dies ist laut Brunner nicht der Fall, da die Dame eindeutig sage, dass sie sich dem Manne hingeben möchte, ihnen jedoch die Stätte, der Ort, die Gelegenheit dafür fehlten.
Damit zweifelt Brunner zwar die Interpretation v. Kraus, nicht jedoch die von ihm behauptete Einheit des Liedes an.

### Hans Günther Meyer
Auch Hans Günther Meyer setzte sich mit der Strophenfolge dieses Wechsels auseinander und machte folgenden Vorschlag: C423-C422-C424-C425, der von der Reihenfolge Lachmanns, Willmanns/Michels und v. Kraus abweicht. Dadurch ermöglicht sich ihm ein gänzlich anderer Interpretationsansatz als die bislang genannten.
In der ersten Strophe werde, laut Meyer, der Wille der Frau zur Freude den herrschenden truren der Gesellschaft gegenübergestellt. Hier jedoch blieben sowohl der Grund dafür, weshalb sie sich nur heimlich freuen könne, als auch was die Ursache für die Freude sei, verborgen. In der zweiten Strophe umschreibe der Mann die Sehnsucht nach der Geliebten. Die Worte der Dame aus der ersten Strophe verstehe der Mann, laut Meyer, als „heimliche Liebesbotschaft an ihn“. Es tue ihm weh, dass sie ihm ihre Gefühle nur so zeigen könne, was er „als das Paradoxe seiner Liebessituation“ empfinde, weshalb er z. B. den Ausdruck senfte unsenftekeit gebrauche. Die dritte Strophe gebe laut Meyer die Gründe für das Glücksgefühl aus der ersten Strophe preis. Diese seien „die Gedanken an den allgemein anerkannten Wert des Freundes, die Erinnerung ihrer Gunstbeweise für ihn und ihre wachsende Bereitschaft zu voller Liebesbeglückung.“ Die letzte Strophe erkläre den Schmerz, den der Mann in Strophe 2 ansprach, also das ander maere. Dieser resultiere nämlich daraus, dass „früher noch Freude in der Gesellschaft herrschte und persönliches Glück im Einklang mit dem Allgemeinen stand.“ Betrachtet man die Strophen im Ganzen, so ergibt sich für Meyer, beispielsweise aufgrund aufeinander abgestimmter Anfangsverse, eine deutliche Verbundenheit aller Teile.
Meyer spricht bei seiner Reihenfolge von einer Schichtenanlage, bei der es eine „äußere umschließende Inhaltsschicht, neben einer inneren, umschlossenen“ gebe. Die Gesellschaftsstrophen umschließen in Meyers Strophenfolge die Liebesstrophen. Dies hätte, laut Meyer, insofern eine Sinnhaftigkeit, als die Gesellschaft den äußeren Rahmen für die Minne der beiden schaffe. In diesen Strophen werde der unterschiedliche Umgang der beiden mit der allgemeinen gesellschaftlichen Freudlosigkeit deutlich. Während sie sich äußerlich den gesellschaftlichen Gegebenheiten anpasse und innerlich dennoch subjektive, nur ihr bewusste Freude empfinden könne, sei für den Mann nur die „objektive, von der Gesellschaft anerkannte und in ihr realisierte Freude ausschlaggebend“. Da diese in der Gegenwart jedoch nicht vorhanden sei, sei er, im Gegensatz zur Frau, nicht in der Lage sich mit der erwiderten Liebe darüber hinwegzutrösten. Meyer macht darauf aufmerksam, dass in den Binnenstrophen die Gesellschaftsthematik gänzlich ausgespart bleibe und die beiden sich lediglich mit ihrer Beziehung auseinandersetzten. Auch hier gingen die Liebenden mit Schwierigkeiten und Freude an der minne ähnlich um wie in den Rahmenstrophen. Während der Mann das Paradoxe ihrer Beziehung, dass sie sich trotz gegenseitiger Minne nicht erlangen können, betone, schaue die Frau mit Vorfreude der Situation entgegen, in der sich ihnen die Gelegenheit der Liebeserfüllung bieten werde. Laut Meyer bestehe somit im Rahmen- und Binnenteil der gleiche Unterschied zwischen dem Verhalten beider. Während die Frau sich in die Gesellschaft einfügen und trotzdem Freude empfinden könne, sei der Mann „stärker auf die Außenwelt eingestellt“ und mache deutlich, dass er Widerstand gegen die Gesellschaft ausübe.
Meyer ist der Meinung, dass es Walther darum gehe, gegen die von der hohen Minne geprägte Gesellschaft, in der gegenseitige Liebe gänzlich aus dem Öffentlichen ins Private abgedrängt wurde, zu protestieren. Er nutze diese Gegenüberstellung von Liebe und Gesellschaft und insbesondere die laudatio temporis acti (Strophe 4), um Protest gegen den Umgang mit der Liebe in der höfischen Gesellschaft zu üben und auf bessere, frühere Zeiten zu verweisen.
In Bezug auf Meyer sagt Brunner, dass diese Strophenfolge und der vorgeschlagene Verlauf denkbar seien. Jedoch spreche dagegen, dass die beiden Gesellschaftsstrophen auseinandergerissen werden.

### Horst Brunner
Wie bereits dargestellt, bezog Brunner sich auf die bislang vorgestellten Wissenschaftler und versuchte die von ihnen vorgeschlagene Strophenfolge und die daraus resultierende Interpretation zu analysieren. Bei seiner eigenen Interpretation geht er von der Strophenfolge Lachmanns und v. Kraus aus.
In der ersten Strophe verweist Brunner in erster Linie auf die Oxymora süeze arebeit und senfte unsenftekeit, die auf den Schmerz des Mannes und „die Bitterkeit der süßen Minne“ verweisen. In der zweiten Strophe formuliere, laut Brunner, die Dame, dass sie den Wunsch zur Liebeserfüllung habe, sie jedoch keinen „geeigneten Ort, [k]eine Gelegenheit“ dazu hätten. In Bezug auf die erste Männerstrophe und den Inhalt des ander maere sagt Brunner, dass er darunter den „Zwang zum Aufschub der Liebesgewährung“ verstehe. Dieser führe dazu, dass „der Wartende kumber, sueze arebeit und senfte unsenftekeit verspürt“. Die dritte Strophe könne sowohl als Frauen- als auch als Männerstrophe interpretiert werden. Wenn sie als Frauenstrophe interpretiert werde, würde der frohe Ton aus der ersten Frauenstrophe fortgesetzt. Die Freude über die eigene Liebe stehe dann der Freudlosigkeit der Gesellschaft gegenüber und das heimliche Lachen wirke dadurch besonders stark. Führe man dies fort, so greife der Mann das Thema in der vierten Strophe wieder auf und führe es weiter, indem er auf schönere, vergangene Zeiten verweise. Es komme also „der glückliche Mann zu Wort, der es schlecht findet, dass er nichts über sein Liebesglück verlauten lassen darf – dies würde der allgemein herrschenden Trauerstimmung, die wohl herbeigeführt ist durch die verbreitete Mode der Hohen Minne, widersprechen“. Brunner vertritt jedoch auch die Ansicht, dass die dritte Strophe durchaus auch eine Männerstrophe sein könnte. Der Mann wäre dann derjenige, der Angst hätte, seine Freude öffentlich zu zeigen, weil man auf ihn mit Fingern zeigen würde, was dazu führen würde, dass er sich heimlich freue. Laut Brunner hätte es dann im Rahmen des Gedichtes eine Entwicklung, die Liebeserfüllung, gegeben, die bewirkt hätte, dass der unglückliche Mann aus Strophe eins in Strophe drei von einer Freude spreche, die er vor der Gesellschaft verbergen müsse. Die Form des Wechsels ermögliche eine solche Entwicklung, dadurch, dass „Männer- und Frauenstrophen [...] nicht direkt zusammenhängen“.
Auch Brunner ist der Auffassung, dass Walther den Liedertyp des Wechsels nutze, um eine für seine Zeit untypische Minnekonzeption, die der gegenseitigen Minne und nicht der Hohen Minne, wählen zu können. Er benutze diese zur „Kritik an der Freudlosigkeit der Gegenwart im Kontrast zur Freude, wie sie in der Vergangenheit geherrscht hat [...].“

### Jens Köhler
Jens Köhler behält die überlieferte Reihenfolge der Strophen bei. Er kritisiert alle Versuche eine andere Strophenfolge zu begründen, da er davon ausgeht, dass „Hinter diesen Eingriffen [...] unausgesprochen die Prämisse [steht], dass die Strophen eine Minnegeschichte abbilden.“ Diese Prämisse beruhe laut Köhler „auf einem neuzeitlichen Dichtungsverständnis... [, das]... an der Eigenart vieler Minnelieder vorbeigeht.“
Bei der Zuordnung der Strophen erkennt auch Köhler, dass Strophe 1 und 3 aufgrund pronominaler Nennung eindeutig als Männer- bzw. Frauenstrophe erkennbar seien. Eine solche eindeutige Zuweisung sei bei den beiden Gesellschaftsstrophen nicht möglich. Er macht jedoch darauf aufmerksam, dass „die Furcht vor gesellschaftlichen Sanktionen bei einem Normverstoß eher auf eine Frauenrolle“ hinweise. Die laudatio temporis acti hingegen lässt sich, Köhler zufolge, mit der Männerrolle vereinbaren.
Bei der Interpretation der Strophen ist Köhler der Meinung, dass der Mann in Strophe 1 aufgrund des widersprüchlichen Verhaltens der Frau irritiert sei und paradoxe Gefühle empfinde. Strophe 2 hingegen erkläre ihr Verhalten, indem deutlich werde, dass die Frau sich aufgrund gesellschaftlicher Normen so verhalten müsse, wodurch sich zeigt, dass die „den Mann irritierenden Widersprüche [...] also nicht auf die übliche Zurückhaltung oder Unaufrichtigkeit zurückzuführen [sind], sondern auf einen Gesellschaftszustand … “ Der Inhalt des ander maere wäre bei Köhler demzufolge der gesellschaftliche Zustand, der es nicht zulässt, dass die beiden ihre Liebe öffentlich zeigen. Auch in der dritten Strophe zeige sich die fortwährende Präsenz der Gesellschaft als „kontrollierende und hinderliche Instanz“, denn auch wenn die Frau den Mann küsst und umarmt, so tut sie dies in aller Eile. In der vierten Strophe erkennt Jens Köhler, dass es, auf Seiten des Mannes, keine Trennung in private und öffentliche Freude gebe, wie dies bei der Frau der Fall sei, „sondern generell gesagt wird, dass nur dort, wo die Leute froh sind, sich das Individuum entsprechend verhalten kann.“
Köhler erkennt, dass die erste und die dritte Strophe sowie die zweite und die vierte Strophe miteinander verbunden seien, indem jedem Sprecher eine Strophe zuteilwerde, die sich auf die Liebesbeziehung, und eine, die sich auf die Gesellschaftsthematik beziehe. Trotz der gegenseitigen Liebe, die durch die Form des Wechsels möglich werde, sei laut Köhler dennoch ein spezifisches Rollenverhalten vorhanden. Während die Frau sich ihre Freude heimlich bewahren könne, gerate der Mann aufgrund des paradoxen Verhaltens der Frau durcheinander.

### Günther Schweikle
Günther Schweikle behält, wie Köhler, die überlieferte Reihenfolge, wie sie im Eingang dargestellt wurde, bei. Seiner Interpretation zufolge klagt der Mann in Strophe 1 über die Restriktion in der Gesellschaft, wodurch er die Frau kaum zu Gesicht bekommt und nur widersprüchliche Gerüchte, für Schweikle das ander maere, über sie erfährt. Die Frau beschreibe ihre Situation in Strophe 2. Sie sei einsam in der Gesellschaft, weil sie ihr Glück verheimlichen müsse. In der dritten Strophe werde der Grund für das Glück offenbart, nämlich, dass sie einen „edlen Ritter“ so sehr liebe, dass sie sich ihm hingeben würde, wenn sie nur die Gelegenheit dazu hätte. Auch Schweikle sieht die vierte Strophe samt der laudatio temporis acti, ähnlich wie Brunner, als eine Gegenüberstellung der gegenwärtigen und der vergangenen Liebesauffassung.
Des Weiteren erkennt auch Schweikle die Zusammengehörigkeit der Strophen an, indem er auf die Kornreime und auf die sich aufeinander beziehende Wortwahl verweist. Auch ein thematischer Zusammenhang sei, laut Schweikle, mit dem Aufgreifen der Gesellschaftsthematik beider Sprecher vorhanden.

### Sonja Kerth
In ihrem Aufsatz erkennt auch Sonja Kerth, dass Walther in diesem Lied darauf verzichtet hat, „die Rollen geschlechtsspezifisch zu überspitzen oder zu vertauschen.“ Sie sagt ferner: „Er legt die Klagen über die Restriktionen der Gesellschaft und die fehlende Gelegenheit zur Liebesbegegnung beiden Ichs in den Mund.“ Damit bestätigt auch sie die frühere Forschung darin, dass es unterschiedliche Interpretationsansätze bezüglich der Strophenzuweisung geben kann.

### Zusammenfassend
Alles in allem lässt sich deutlich erkennen, dass in der älteren Forschung, von Lachmann über Willmanns/Michels und v. Kraus bis Brunner, die Reihenfolge C422-C424-C423-C425 gewählt wurde. Die neueren Wissenschaftler wie Köhler und Schweikle hingegen besinnen sich wieder auf die überlieferte Reihenfolge und kritisieren, wie im Fall Köhlers, sogar jeden Versuch, dieses Minnelied durch die Veränderung der Strophenfolge an das heutige Dichtungsverständnis anzupassen. Allen gemeinsam ist es jedoch, dass sie erkennen, dass hier eine gegenseitige Liebe offenkundig wird, die aufgrund gesellschaftlicher Normen nicht ausgelebt werden darf. Auch verweisen unter anderem Meyer und Brunner darauf, dass es Walther darum ging, auf ein Missverhältnis der von der Hohen Minne geprägten Gesellschaft zur Liebeserfüllung hinzuweisen.

## Stellung im Werk des Autors und der Gattung
Laut Maurer ist dieser Wechsel den frühen Liedern Walthers bis 1198 zuzuweisen. Zu diesen gehören auch Sumer unde winter beide sint (L 99,6), Frouwe, vernemt durch got von mir diz mære (L 112,35), Frouwe, lânt iuch niht verdriezen (L 85,34). Günther Schweikle hingegen macht deutlich, dass die Form des Wechsels und die Topoi der Klage über die Gesellschaft und der Kenntnis über den anderen aufgrund von Gerüchten zwar dem frühen Minnesang angehören, die Tatsache, dass der Mann paradoxe Empfindungen hat (senfte unsenftekeit), jedoch auf die Hohe Minne hinweise.
Bezüglich der Bedeutung dieses Liedes sagte Horst Brunner, dass es keine großen Besonderheiten aufweise, denn sowohl die Darstellungsmittel als auch die Form des Wechsels habe Walther von anderen Dichtern übernommen. Lediglich die Problematisierung des Begriffes der Hohen Minne und der Rückgriff auf die laudatio temporis acti seien diesem Lied eigen und seien Parallelen zu späteren Minneliedern Walthers.